# Фонтанес-де-Со
Фонтане́с-де-Со (фр. Fontanès-de-Sault) — коммуна во Франции, находится в регионе Лангедок — Руссильон. Департамент коммуны — Од. Входит в состав кантона Белькер. Округ коммуны — Лиму.
Код INSEE коммуны — 11147.

## Население
Население коммуны на 2008 год составляло 9 человек.
| 1962 | 1968 | 1975 | 1982 | 1990 | 1999 | 2008 |
| ---- | ---- | ---- | ---- | ---- | ---- | ---- |
| 16   | 7    | 8    | 20   | 6    | 4    | 9    |

## Экономика
В 2007 году среди 4 человек в трудоспособном возрасте (15—64 лет) все были экономически неактивными (показатель активности — 0,0 %, в 1999 году было 0,0 %). Безработных не было. Среди 4 неактивных 1 человек был пенсионером, 3 были неактивными по другим причинам.